# 雙獅地球牌
雙獅地球牌或雙獅地球標，又称双狮踏地球、双狮抱地球、双狮地球等，诞生于1960年代末期，為東南亞金三角地區的一個毒品品牌，产品为高纯度的四號海洛英。其為方便運輸則均壓製成長方體磚狀。其商標為紅色圓形剪紙狀圖案，不同時代略有變化；商標中間為兩隻獅子左右合抱著地球，上方書有漢字「提防假冒」，下面則書「純淨100%」。外圍圓環上書漢字「雙獅地球標」，下方則書英文'Double UOGlobe Brand'，商標以外下方題“一帆風順”，希冀走私順利。
该品牌由老撾毒梟坤沙於1960年代創立，在1980年代前後售予撣邦北部的民族軍閥勐傣軍（Muang Tai Army），由其頭目坤沙主理。
雙獅地球牌海洛英因其極高的純度而在全世界毒販及癮君子中聲望崇隆，越戰期間大規模流入美軍官兵手中，隨後走向歐美地區。1990年代初期，雙獅地球牌成為了海洛因交易的頭號產品，導致勐傣軍得以獲取大量資金購買軍火，令其武裝力量得以日漸壯大。
後來由於阿富汗金新月地區罌粟產業的崛起以及勐傣軍被緬甸軍頭剿撫，雙獅地球牌最終亦走向沒落。